# Fuerte Kykoveral
Fuerte Kykoveral (en neerlandés: Fort Kyk-over-al, significa 'Ver sobre todo') era un fuerte neerlandés en la colonia del Esequibo, en la actual República Cooperativa de Guyana. Fue centro de la administración de la colonia del Esequibo entre los años 1616 a 1739. Fue construido en 1616 en la intersección de los ríos Cuyuni y Mazaruní, a 30 leguas río arriba, sobre una isla de 6070 metros cuadrados. Cayó en desuso debido a que la capital se trasladó al Fuerte Zelandia. Ahora solo quedan ruinas.  
En un primer momento le llamaron Fort Ter Hoogen en honor de un influyente neerlandés. Sin embargo, este nombre sería reemplazado por Kykoveral (Ver sobre todo).
Actualmente, la isla fue declarada Monumento Nacional. Este sitio es mantenido y administrado por el National Trust of Guyana.

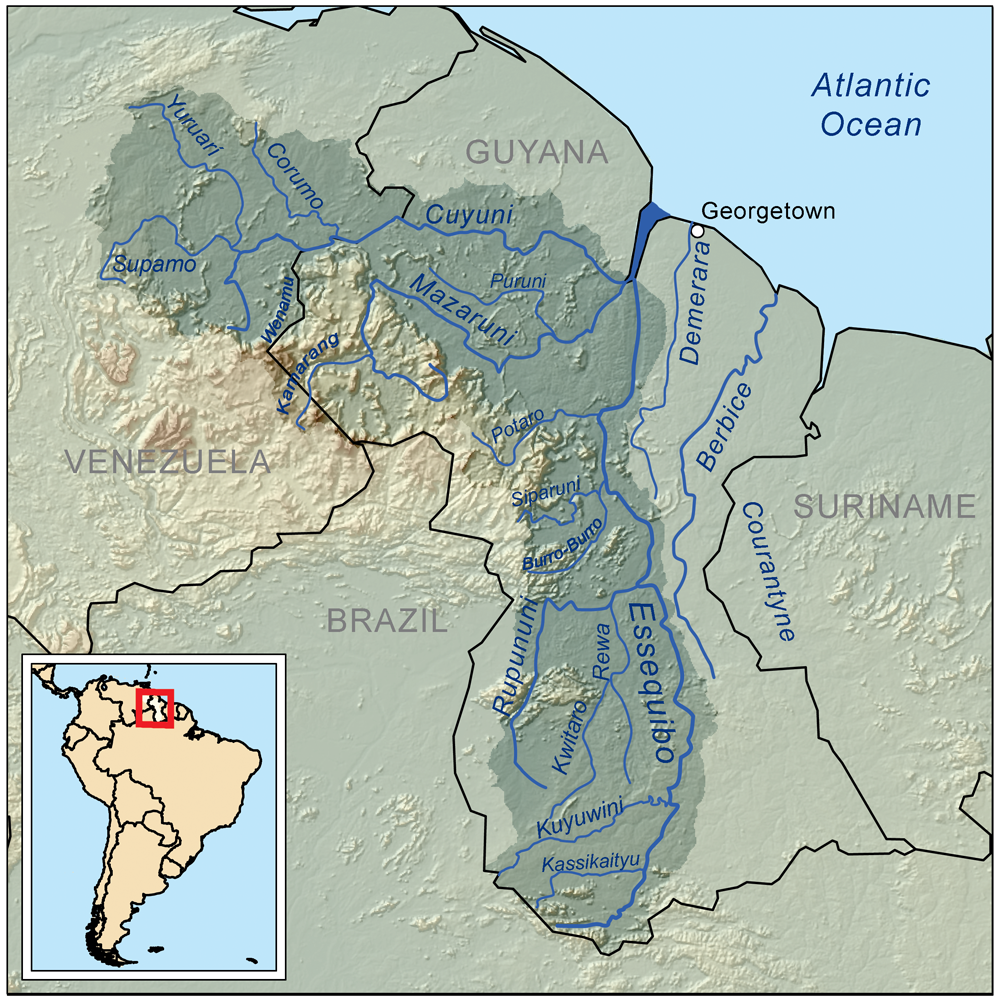
Cuenca del río Esequibo.

## Historia
A finales del siglo XVI, los europeos intercambiaban con las Indias Occidentales bienes comerciales europeos por productos indígenas como el achiote, que se usaba como tinte en Europa. 

### Presencia ibérica
El río Esequibo fue visto por los españoles en 1498, por Juan de Esquivel, lugarteniente de Diego Colón. Según cuenta Keymis, los españoles trataron de construir una ciudad a orillas del Esequibo. El área fue habitada por cerca de 300 españoles, según relato de un indio local.
Cuando estudiaron los restos arqueológicos los investigadores encontraron un emblema tallado en piedra en el fuerte Kykoveral. Es probable que represente una cruz y que sea de origen español, aunque alguno ha afirmado que es de origen portugués.

### Presencia neerlandesa
La primera expedición neerlandesa conocida a la costa de Guyana fue dirigida en 1598 por el capitán de barco, Abraham Cabeliau. Cabiliau solo exploró la costa.
El comercio itinerante no era económicamente viable, ya que los pueblos indígenas no producían suficientes productos. Como necesitaban recolectar y almacenar productos hasta la llegada de los barcos establecieron dos depósitos, uno en Nibie, un pequeño pueblo en el río Abary, y otro en el río Pomeroon.
Con la tregua de 1609, se impidió a los neerlandeses comerciar en lugares, ciudades y puertos en poder del rey de España. Por otro lado, España reconoció el derecho de los neerlandeses a comerciar en los países "de todos los demás príncipes, potentados y pueblos" que estuvieran dispuestos a comerciar con ellos, sin ninguna interferencia del Rey de España, sus oficiales, súbditos o dependientes. Debido a esto, las acciones de colonización en América no podían hacerse con bandera neerlandesa, hasta que acabe la tregua. 
Alrededor de 1616, el Capitán neerlandés, Adrian Groenewegen, fue enviado por la firma anglo-neerlandesa de Courteen and Company para establecer un asentamiento en Esequibo. Viajó al sur del país en busca de Manoa de El Dorado y destruyó la ciudad de Santo Tomás de Guayana en dos ocasiones. Se instaló en el Esequibo, construyó el fuerte Fort Ter Hoogen, posteriormente llamado Kykoveral (Ver sobre todo) y se convirtió en el primer comandante de la fortaleza (1616-1624).
Cuando la tregua de los doce años llegó a su fin en 1621, los Estados Generales Neerlandeses otorgaron una carta a la Compañía Neerlandesa de las Indias Occidentales (West-Indische Compagnie) que les otorgaba el monopolio por 24 años de comercio con los países de América y las Indias Occidentales. A la fecha de la carta ya había una colonia neerlandesa establecida en Esequibo. Los asuntos generales de la Compañía eran manejados por la Asamblea de los Diecinueve. La organización se ordenaba en cámaras separadas para provincias de los Países Bajos y representaban a los accionistas en esas provincias. Estas Cámaras podrían, embarcarse en empresas propias en las cuales la Compañía no tenía ningún interés financiero. Tal fue el caso de la colonización de Esequibo, llevada a cabo por la Cámara de Zelanda de la Compañía Neerlandesa de las Indias Occidentales.
Parece que hubo dos administraciones paralelas, la de Groenewegen y la de Adrian van der Goes, designado por la Compañía Neerlandesa de las Indias Occidentales. La Compañía descuidó tanto a su colonia que en 1632, van der Goes y sus colonos abandonaron su colonia y regresaron a Ámsterdam. El asentamiento de Adrian van der Goes fue completamente abandonado, mientras que la de Groenewegen seguía recibiendo colonos.
En 1633 varios neerlandeses de Tobago se unieron al asentamiento de Groenewegen. Se cree que con ellos llegaron los primeros esclavos africanos a Kykoveral. El asentamiento y la inversión de la Compañía fueron salvados por la Cámara de Zelanda, que brindó financiamiento y envió a van der Goes con otro grupo de colonos al Esequibo a fines de 1632.
En 1656, los neerlandeses fueron expulsados de Brasil por los portugueses. Esto hizo que concentren sus esfuerzos en Guyana. El 24 de diciembre de 1657, se firmó un contrato entre la Cámara de Zelanda, la Compañía de las Indias Occidentales y las tres ciudades zelandesas de Middelburg, Flushing y Vere, por el cual las ciudades acordaron establecer colonias en Costa Salvaje bajo la supervisión de los Estados Generales y la Compañía.
Los neerlandeses enfrentaron sus primeros ataques serios en 1665 durante la segunda guerra anglo-neerlandesa. El gobernador de Barbados, Lord Willoughby, envió al comandante John Scott a invadir los asentamientos de la colonia del Pomeroon. Para ese entonces, ya había plantaciones. Scott, en alianza con los caribes, se apoderó del Fuerte Nova Zeelandia, y después de dejar a 50 hombres, continuó por el Esequibo y ocupó Kykoveral.

### Invasión británica a la Guyana
Los británicos gobernaron la isla en 1666 por un corto período. Sin embargo, fue recapturado y fortificado por los neerlandeses. Las actividades alcanzaron un pico en 1670, cuando se realizó una gran cantidad de comercio con las tribus locales. La ocupación de Kykoveral por los ingleses no duró mucho, ya que el comandante neerlandés de Berbice, Matthys Bergenaar, pudo marchar por tierra y recuperarla. Al mismo tiempo, una expedición francesa, aliada de los neerlandeses, llegó al área del río Pomeroon para ayudar. Asediaron a los ingleses en el fuerte Nova Zeelandia: el hambre diezmó a los ingleses, y poco después fueron masacrados por los arahuacos, aliados de los franceses. El almirante Abraham Crijnssen, que había capturado  Surinam de los ingleses, llegó como comandante. Concentró su atención en la reconstrucción de Kykoveral y las áreas circundantes. Pomeroon no fue considerado como una prioridad.

### Gestión cambiante
Luego de la invasión, los Estados de Zelanda tomaron posesión. Su única acción fue mantener una pequeña guarnición en Kykoveral, abandonando por completo el Pomeroon. Pasaron dos años y no se encontró quien emprendiera la gestión de la colonia. A finales de 1668 se ofreció a las tres ciudades de Walcheren (Middelburg, Flushing y Vere), pero lo rechazaron. Transcurrieron otros dos años sin novedad y finalmente, en 1670, la Cámara de Zelanda fue inducida a recibir una vez más "el Fuerte y la Colonia de Esequibo".
En 1670, llegó Hendrik Rol como gobernador a la colonia del Esequibo. En su primer año, solo había tres plantaciones privadas en Esequibo, dos de ellas trabajadas por 12 o 14 esclavos cada una, la tercera, a una hora por encima de Fuerte Kykoveral (en el Mazaruní), por 28 o 30 esclavos. En 1671 ganó de Berbice, el control de la Demerara. En 1673, ya comerciaba con los caribes en el Barima, así como con los arawaks, y también estaba abriendo el comercio con el Orinoco.
En 1674 se disolvió la Compañía Neerlandesa de las Indias Occidentales. Una nueva empresa con el mismo nombre surgió de sus cenizas, pero esta vez no tenía toda la costa de América, ahora solo los lugares del Esequibo y Pomeroon.

### Auge comercial
La principal actividad económica de la colonia era el comercio, las pocas plantaciones se limitaban a la zona de Kykoveral. El comercio entre los colonos y los indios se dio principalmente por exploradores a los que llamaban uitloopers. Recorrían la región buscando indios que intercambiaran sus mercancías (tintes, aceites, maderas preciosas, bálsamo, etc.) por baratijas. Eran empleados regulares de la Compañía, usualmente mestizos o viejos negros familiarizados con los indios.
Las restricciones impuestas a la libertad de comercio impidió su desarrollo comercial, desarrollándose más Berbice y Surinam. Por ejemplo, en 1679, Abraham Beekman, gobernador del Esequibo, envió a uno de sus soldados al Pomeroon para intercambiar por tinte de achiote. La Compañía le ordenó que detuviera inmediatamente todo comercio con el Orinoco. En 1684 la compañía prohibió el comercio con el Orinoco, hasta 1717, al menos en lo que respecta a los colonos privados. Esto no impidió el comercio externo, en especial, con los españoles.  
El principal comercio externo de la colonia fue con los españoles. Esta se realizaba por dos rutas: Una, un viaje costero que implicaba navegar por el Orinoco y pasar la fortaleza española, para lo cual se necesitaba permiso. La otra, un viaje fluvial a través del río Cuyuní. Los comerciantes realizaban un viaje río arriba que les demoraba 6 semanas. Partían desde Kykoveral a la sabana de Cuyuni donde los caballos eran traídos desde el Alto Orinoco. Los neerlandeses principalmente compraban caballos y otros animales de tiro a los españoles para operar los ingenios azucareros. El comercio estuvo activo entre 1693 hasta 1707 momento en el que los españoles cortaron la ruta.
Durante la Guerra de sucesión española, en octubre de 1708, tres corsarios franceses, bajo el mando del Capitán Ferry, navegaron por el Esequibo y atacaron asentamientos. El comandante de Kykoveral se negó a enviar ayuda a los asentamientos diciendo que tenía que proteger el fuerte. En ese momento solo había 50 soldados bajo su mando. Un año después, otro grupo de corsarios franceses atacó nuevamente el Esequibo. Pomeroon también fue atacado el mismo año por los franceses y sus aliados caribes. Sin embargo, el comandante Blake, y los pocos soldados bajo su mando pudieron defender el asentamiento después de matar a muchos de los invasores. En diciembre de 1712, Pomeroon fue atacado nuevamente por una fuerza combinada de bucaneros franceses y españoles, pero Blake y sus hombres pudieron expulsarlos.
La población del Fuerte Kykoveral había aumentado tanto que el Comandante del Esequibo acordó que el fuerte no tenía espacio para acomodar a oficiales y soldados. En 1718, ordenó la construcción de un edificio para albergar la Cámara del Consejo y la tienda de la Compañía en Kartabo en la conjunción de los ríos Mazaruní y Cuyuní La estructura llamada "Huis Naby" (Casa Cercana) acomodaba a los comandantes de la fortaleza y algunos funcionarios.

### Traslado de la capital y abandono
El fuerte permitía la vigilancia del río Esequibo, Mazaruní, Cuyuní y alrededores, debido a su ubicación era difícil proteger a los colonos asentados en la entrada del río Esequivo. Por este motivo los colonos que cultivaban tierras en las orillas del río Esequibo exigieron que el fuerte en Kykoveral se trasladara a Vlaggeneiland para brindarles protección. 
En 1726 se decidió construir el nuevo fuerte, llamado Fuerte Zeelandia. En ese mismo año, el ingeniero militar Leslorant llegó de los Países Bajos con la tarea de erigir una fortaleza de madera y una empalizada, en el extremo norte de Vlaggeneiland (Isla de la Bandera). En agosto de 1738, Laurens Storms van Gravesande, inspeccionó el fuerte y descubrió que la estructura estaba en ruinas. Por lo tanto, recomendó a los directores de Compañía Neerlandesa de las Indias Orientales en los Países Bajos que se construya una nueva fortificación de ladrillo.
En 1739, la capital de Esequibo fue transferida desde el Fuerte Kykoveral hasta el Fuerte Zeelandia, más cerca de la costa por lo que los barcos tuvieron que viajar menos distancia para embarcar mercadería. Además, protegía a las plantaciones asentadas en la boca del río Esequibo. 
En 1748, el Fuerte Kykoveral fue abandonado y la mayoría de los edificios fueron demolidos. El material fue usado para construir un ingenio azucarero Plantation Duyenenburg, que se encuentra a lo largo del río Esequibo
El abandono del fuerte Kykoveral no significó el abandono de la ruta del Río Cuyuní que siguió siendo una ruta de comercio y se convirtió en la vía de escape de los esclavos de las plantaciones neerlandesas. Para evitar que más esclavos se dirigieran al Orinoco, en 1755 construirían un puesto de avanzada en el río Cuyuni, reubicado posteriormente.
En 17779 Jose Felipe de Inciarte reconoce la parte oriental del Orinoco hasta el río Esquibo.

En 1783 los españoles Felipe Yriate y Francisco Saavedra, realizan un informe para cartografían la zona con el interés de repoblarla y presionar a los Holandeses evitando se cuelen por las bocas del Orinoco indicando los puntos a fortificar. 

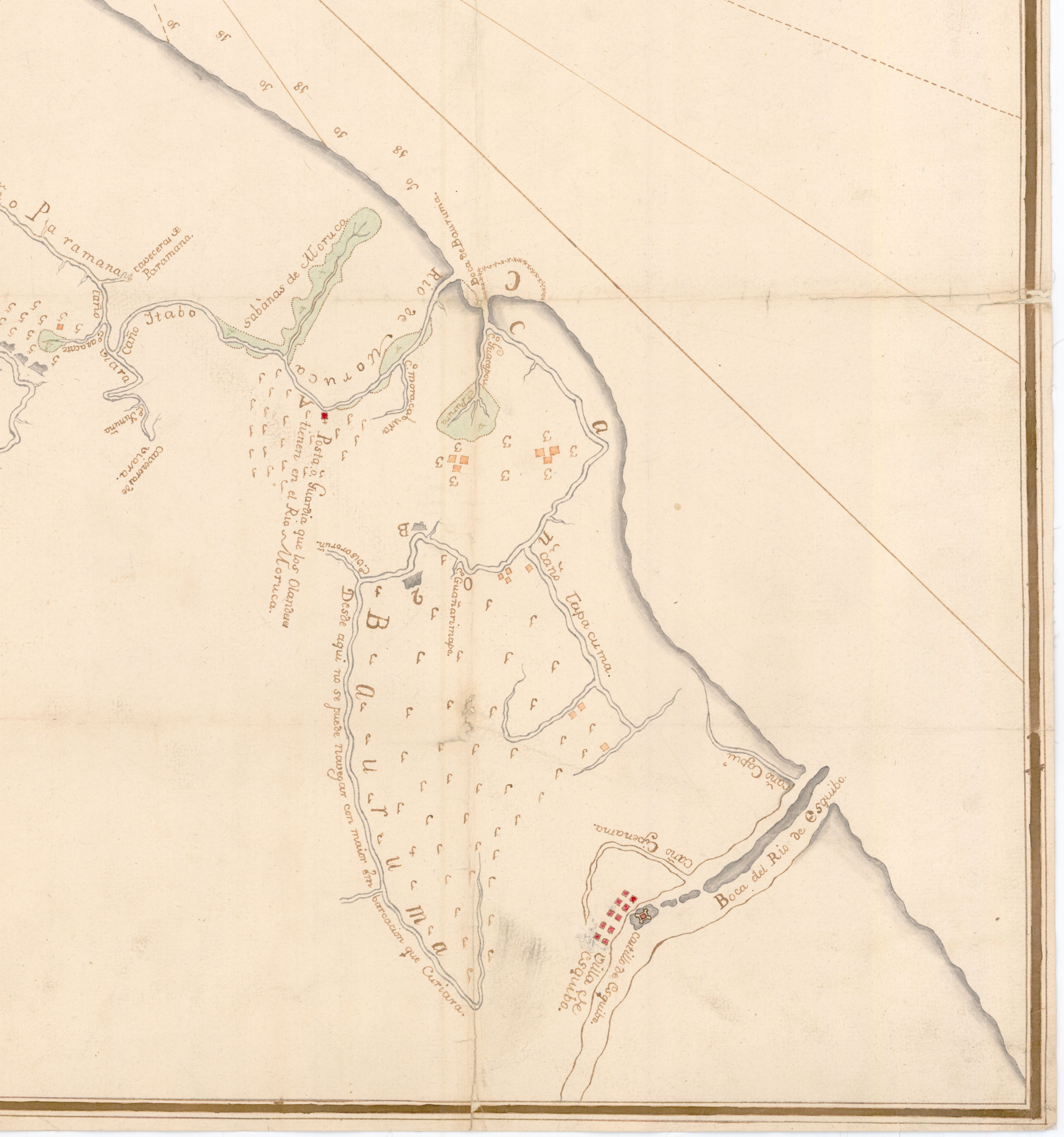
Detalle de posiciones Holandesas
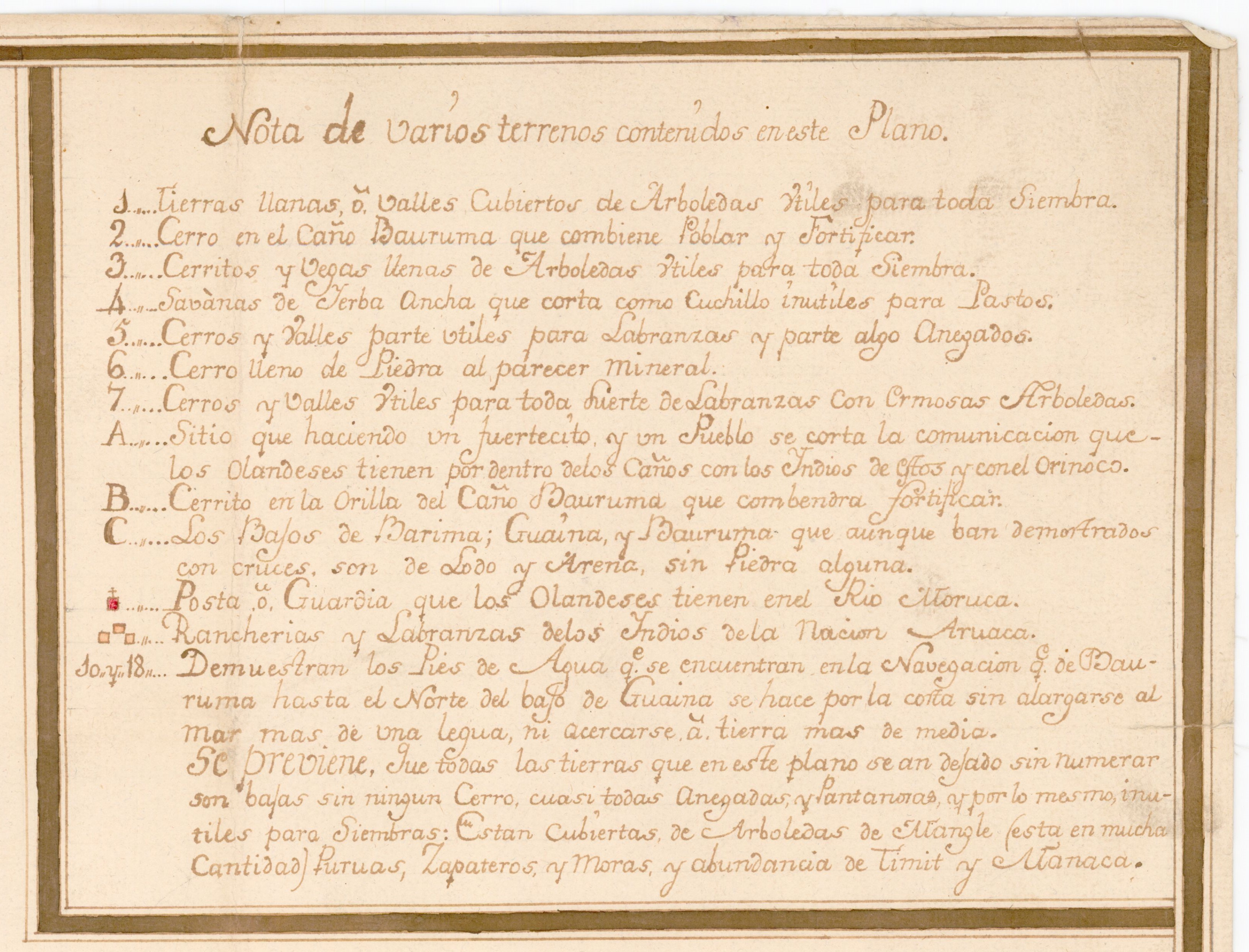
Leyenda
Plano de varios terrenos del vajo Orinoco / levantado por D. Felipe de Yriarte 5 de diciembre de 1783

### Excavaciones en la isla y actualidad
Debido a la disputa fronteriza de 1897 entre Venezuela y la Guayana Británica, se excavaron los cimientos de las ruinas restantes y los ladrillos del curso inferior del río para determinar la identidad de los constructores del fuerte. Las muestras tomadas fueron analizadas en Inglaterra, y los exámenes revelaron que los ladrillos utilizados eran de origen neerlandés.
En junio de 1910, la orden del gobernador de la Guayana Británica, sir Frederick Hodgson, se quitó la maleza de la isla. Se desenterraron muchas partes del fuerte, incluidas las murallas de piedra y los pavimentos de ladrillo, y restos de la ocupación neerlandesa, como bolas de cañón, botellas de vidrio y varias pipas de tabaco de arcilla.
El 20 de julio de 1999, la isla fue declarada Monumento Nacional. Este sitio es mantenido y administrado por el National Trust of Guyana.